# Nam Tiến, Tiền Hải
Nam Tiến là một xã thuộc huyện Tiền Hải, tỉnh Thái Bình, Việt Nam.

## Địa lý
Xã Nam Tiến có diện tích 9,70 km², dân số năm 2022 là 19.366 người, mật độ dân số đạt 1.996 người/km².

## Lịch sử
Ngày 28 tháng 9 năm 2024, Ủy ban Thường vụ Quốc hội ban hành Nghị quyết số 1201/NQ-UBTVQH15 về việc sắp xếp đơn vị hành chính cấp xã giai đoạn 2023 – 2025 của tỉnh Thái Bình (nghị quyết có hiệu lực từ ngày 1 tháng 11 năm 2024). Theo đó, thành lập xã Nam Tiến trên cơ sở toàn bộ 3,72 km² diện tích tự nhiên, quy mô dân số là 9.828 người của xã Nam Thanh và toàn bộ 5,98 km² diện tích tự nhiên, quy mô dân số là 9.538 người của xã Nam Thắng.
Xã Nam Tiến có 9,70 km² diện tích tự nhiên và quy mô dân số là 19.366 người.